# José Manuel Díaz
Pour les articles homonymes, voir José Díaz et Díaz.
Díaz  Gallego est un nom espagnol. Le premier nom de famille, en général paternel, est Díaz ; le second, en général maternel, souvent omis, est Gallego.
José Manuel Díaz Gallego (né le 18 janvier 1995 à Jaén en Andalousie) est un coureur cycliste espagnol. Il est membre de l'équipe Burgos-Burpellet-BH.

## Biographie
De 2014 à 2016, José Manuel Díaz s'illustre dans le calendrier amateur espagnol. Bon grimpeur, il remporte une étape du Tour de Palencia ainsi que le Mémorial Valenciaga, manche de la Coupe d'Espagne amateurs. Il passe ensuite professionnel en 2017 au sein de l'équipe Israel Cycling Academy,. Rapidement, il se montre à son avantage sur des courses difficiles en terminant dixième du Grand Prix de Lugano et de la Pro Ötztaler 5500, ou encore douzième du Tour des Asturies.
En fin d'année 2018, il n'est pas conservé par sa formation Israel Cycling Academy. Finalement, il rejoint pour 2019 l'équipe continentale autrichienne Vorarlberg-Santic.

## Palmarès

### Palmarès amateur
- 2015
  - Champion d'Andalousie sur route espoirs[6]
  - 2e étape du Tour de Palencia
  - 2e de la Coupe d'Espagne espoirs
  - 2e du Tour de Cantabrie
- 2016
  - Mémorial Valenciaga
  - 2e de la Coupe d'Espagne espoirs
  - 3e de la Subida a Gorla

### Palmarès professionnel
- 2020
  - 8e étape du Tour du Rwanda
- 2021
  - Tour de Turquie : 
    - Classement général
    - 5e étape
- 2023
  - 2e étape du Grand Prix international de Torres Vedras-Trophée Joaquim-Agostinho
- 2024
  -  Champion d'Espagne de gravel[7]
  - 3e du Tour du Doubs
- 2025
  - 2e de la Classic Grand Besançon Doubs
  - 3e du Tour du Jura

## Résultats sur les grands tours

### Tour d'Espagne
2 participations
- 2022 : 43e
- 2023 : 64e

## Classements mondiaux
| Année                                 | 2017 | 2018  | 2019  | 2020 | 2021 | 2022  | 2023 | 2024 |
| ------------------------------------- | ---- | ----- | ----- | ---- | ---- | ----- | ---- | ---- |
| Classement mondial                    | 909e | 1341e | 1614e | 653e | 181e | 1066e | 624e | 252e |
| UCI Europe Tour                       | 581e | 1231e | 1072e | 531e | 156e | 763e  | nc   | nc   |
| UCI Asia Tour                         | nc   | 335e  |       |      |      |       |      |      |
|                                       |      |       |       |      |      |       |      |      |
| Légende : nc = non classéSource : UCI |      |       |       |      |      |       |      |      |